# Nationalmuseum für prähistorische Kultur Taiwans
Das Nationalmuseum für prähistorische Kultur Taiwans (chinesisch 國立臺灣史前文化博物館, Pinyin Guólì Táiwān Shǐqián Wénhuà Bówùguǎn) befindet sich in der Stadt Taitung im Landkreis Taitung, Taiwan.

## Neolithischer Fundort

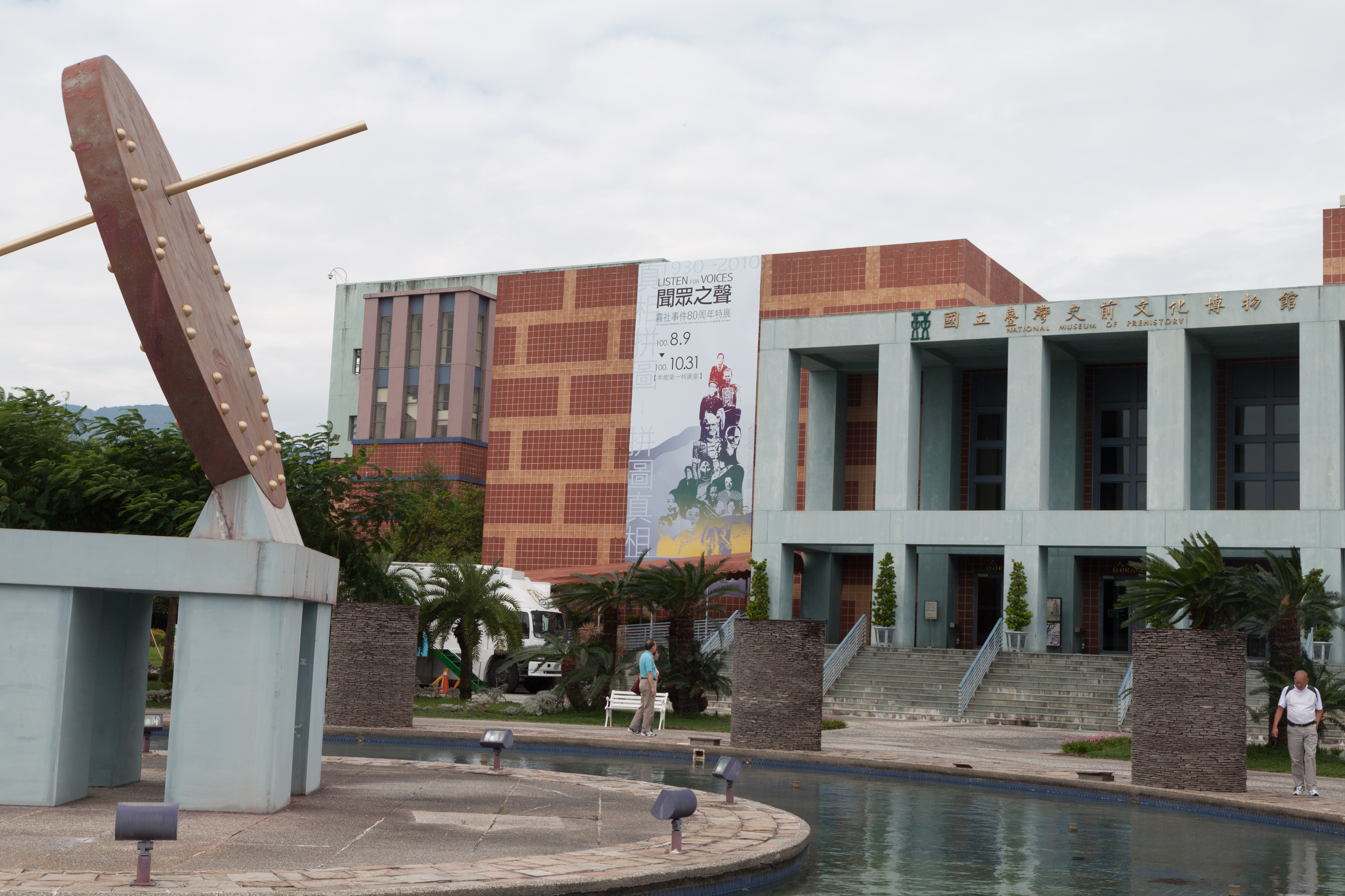
Außenansicht des Museums

Während des Baus der sogenannten Südverbindungslinie der taiwanischen Eisenbahn stießen Arbeiter im Juli 1980 bei Beinan in der Stadt Taitung auf zahlreiche prähistorische Artefakte. Die Entdeckungen riefen ein großes Interesse der Öffentlichkeit hervor und zum Teil wurden auch Raubgräber aktiv, die auf eigene Faust Ausgrabungen und Plünderungen unternahmen. Auf Bitten der Regierung des Landkreises Taitung wurden daraufhin die Bauarbeiten an der Eisenbahn eingestellt. Unter der Leitung von Wen-hsun Sung und Chao-mei Lien, zweier Professoren von der Nationaluniversität Taiwan, wurde ein archäologisches Team zusammengestellt, das mit systematischen Ausgrabungen begann. Innerhalb von mehr als 10 Jahren wurden über 10.000 m² und über 1.500 Begräbnisstätten exploriert. Dabei wurden Zehntausende Tonscherben und Steinartefakte ausgegraben. Die Grabungsstätte gilt als der bedeutendste Fundort aus dem mittleren Neolithikum auf Taiwan. 
Aufgrund der reichen architektonischen, kulturellen und biologischen Funde wurde die Fundstätte 2003 von einer Kommission unter Leitung der taiwanischen Kultusministeriums in die Liste der potentiellen Welterbekandidaten Taiwans aufgenommen.

## Entstehungsgeschichte des Museums
Es entstand die Idee, an der Ausgrabungsstätte ein Museum für die Prähistorie Taiwans zu erbauen. Der Grundstein für das Museumsgebäude wurde am 1. Februar 1990 gelegt und am 17. August 2002 wurde das Museum offiziell eröffnet.
Das Museumsgebäude wurde vom amerikanischen Architekten Michael Graves entworfen und liegt auf einem 10 ha (100.000 m²) großen Areal.

## Ausstellungen
Die drei Dauerausstellungen umfassen die Themenkomplexe „Naturgeschichte Taiwans“, „Prähistorische Zeit in Taiwan“ und Indigene Völker Taiwans. Das erste Thema behandelt die geologische Entstehung der Insel Taiwan, die Eiszeit und das Holozän. Das zweite Thema behandelt die prähistorischen Kulturen und das dritte Thema widmet sich den sozialen Ordnungen, Kunstwerken und Gedankenvorstellungen der indigenen taiwanischen Völker. Weitere Ausstellungen beinhalten die Darstellung der menschlichen Evolution und Paläanthropologie sowie der Methoden der wissenschaftlichen Archäologie.